# レキシントン郡 (サウスカロライナ州)
レキシントン郡（Lexington County）は、アメリカ合衆国サウスカロライナ州の郡である。人口は29万3991人（2020年）。郡庁所在地はレキシントンである。

## 地理
アメリカ合衆国統計局によると、この郡は総面積1,963 km2 (758 mi2) である。このうち1,811 km2 (699 mi2) が陸地で152 km2 (59 mi2) が水地域である。総面積の7.74%が水地域となっている。

## 人口動勢
2000年国勢調査で、この郡は人口216,014人、83,240世帯、及び59,849家族が暮らしている。人口密度は119/km2 (309/mi2) である。50/km2 (130/mi2) の平均的な密度に90,978軒の住宅が建っている。この郡の人種的な構成は白人84.18%、アフリカン・アメリカン12.63%、先住民0.34%、アジア1.05%、太平洋諸島系0.04%、その他の人種0.79%、及び混血0.98%である。ここの人口の1.92%はヒスパニックまたはラテン系である。
この郡内の住民は26.10%が18歳未満の未成年、18歳以上24歳以下が8.30%、25歳以上44歳以下が31.60%、45歳以上64歳以下が23.80%、及び65歳以上が10.20%にわたっている。中央値年齢は36歳である。女性100人ごとに対して男性は94.50人である。18歳以上の女性100人ごとに対して男性は91.30人である。
この郡内の世帯ごとの平均的な収入は44,659米ドルであり、家族ごとの平均的な収入は52,637米ドルである。男性は36,435米ドルに対して女性は26,387米ドルの平均的な収入がある。この郡の一人当たりの収入 (per capita income) は21,063米ドルである。人口の9.00%及び家族の6.40%は貧困線以下である。全人口のうち18歳未満の11.10%及び65歳以上の9.30%は貧困線以下の生活を送っている。

## 都市及び町
- レキシントン（郡庁所在地）
- ウェストコロンビア
- ケイシー
- アイアモ
- セブンオークス
- オークグローブ (Oak Grove)
- ガストン (Gaston)
- ギルバート (Gilbert)
- パインリッジ (Pine Ridge)
- レッドバンク (Red Bank)
- サミット (Summit)
- コロンビア（小部分）
- Batesburg-Leesville
- Chapin
- Pelion
- South Congaree
- Springdale
- Swansea